# 광주 해양도시가스 폭발 사고
광주 해양도시가스 폭발 사고는 1992년 2월 23일 광주직할시 북구 용봉동에 있는 해양도시가스에서 발생한 폭발사고이다.

## 개요
- 1992년 2월 23일 오후 5시 50분경 광주직할시 북구 용봉동에 있는 해양도시가스(주)에서 15t 탱크로리가 브레이크가 풀리면서 가스저장탱크에 부딪쳐 30톤급 가스탱크 2대가 연속으로 일어난 폭발사고이다. 사고지점 근처에 아파트가 밀집하고 있었다.

## 피해
- 이 사고로 인해 가스회사 직원 1명 및 진화작업을 하던 소방관 15명이 중경상의 인명피해와 인근 아파트 유리창이 파손과 일부 가옥이 전파되어 10억 7천만원의 재산피해로 엄청난 손실을 초래하였다. 근처의 거주하던 2만여명의 주민들이 대피하는 소동이 빚었으며, 3만3천볼트의 고압선이 끊겨져서 3만여 가구가 정전으로 전기 및 전화가 불통되었다.

## 참고 자료
- 네이버 디지털 아카이브 (1992년 2월 23일)

## 같이 보기
- 아현동 도시가스 폭발 사고
- 부천 LPG 충전소 폭발 사고
- 익산 충전소 가스 폭발 사고